# 일리있는 사랑
《일리있는 사랑》은 2014년 12월 1일부터 2015년 2월 3일까지 tvN에서 방영된 드라마이다.

## 줄거리
결혼 후에 찾아온 첫 사랑. 아내가 사랑에 빠졌다. 운명일 수밖에 없는 어느 사랑스러운 부부에 대한 명랑 상큼한 이야기.

## 등장 인물

### 주요 인물
- 엄태웅 : 장희태 역
- 이시영 : 김일리 역
- 이수혁 : 김준 역

### 장희태의 가족
- 이영란 : 고 여사 역
- 임하룡 : 장민호 역
- 최여진 : 장희수 역
- 박정민 : 장기태 역

### 김일리의 주변인물
- 서정연 : 김분자 역
- 한으뜸 : 김이리 역
- 류혜린 : 정수영 역
- 한도우 : 최덕배 역

### 희태의 주변인물
- 한수연 : 유선주 역
- 김기무 : 황정구 역
- 한승윤 : 이석 역
- 김성기 : 마트 할배 역
- 서태화 : 박 교수 역
- 홍태의 : 박민기 역

### 그 외 인물
- 이선구 : 옛 연인 역
- 황건
- 박진서
- 진희경 : 김준 모 역
- 이우진 : 의사 역

### 특별출연
- 공형진
- 이시언
- 성지루

## 시청률
최저 시청률과 최고 시청률은 시청률 조사회사와 지역별로 시청률에 차이가 있을 수 있습니다.
| 2014년      | 2014년      | 2014년      | 2014년          | 2014년      | 2014년      |
| 회차        | 방송일자    | 부제        | AGB 닐슨 시청률 | 시청률 순위 | 시청률 순위 |
| 회차        | 방송일자    | 부제        | AGB 닐슨 시청률 | 종 합       | 드라마      |
| ----------- | ----------- | ----------- | --------------- | ----------- | ----------- |
| 제1회       | 12월 1일    | 명태        | 0.773%          | 51          | -           |
| 제2회       | 12월 2일    | 소주        | 0.785%          | 56          | -           |
| 제3회       | 12월 8일    | 냄새        | 0.948%          | 33          | 19          |
| 제4회       | 12월 9일    | 촉감        | 1.293%          | 12          | 9           |
| 제5회       | 12월 15일   | 전화번호    | 0.857%          | 47          | -           |
| 제6회       | 12월 16일   | 눈물        | 1.081%          | 27          | 15          |
| 제7회       | 12월 22일   | 소풍        | 1.032%          | 25          | 17          |
| 제8회       | 12월 23일   | 폭풍        | 1.110%          | 21          | 12          |
| 제9회       | 12월 29일   | 바닥        | 0.624%          | 85          | -           |
| 제10회      | 12월 30일   | 입장        | 1.003%          | 31          | 14          |
| 2015년      |             |             |                 |             |             |
| 제11회      | 1월 5일     | 쓰레기      | 0.937%          | 21          | 10          |
| 제12회      | 1월 6일     | 님, 남      | 1.100%          | 19          | 8           |
| 제13회      | 1월 12일    | 쇠사슬      | 0.686%          | 73          | -           |
| 제14회      | 1월 13일    | 고등어      | 1.023%          | 22          | 8           |
| 제15회      | 1월 19일    | 화투        | 0.874%          | 27          | 9           |
| 제16회      | 1월 20일    | 구렁텅이    | 0.914%          | 24          | 9           |
| 제17회      | 1월 26일    | 공기        | 0.584%          | 85          | -           |
| 제18회      | 1월 27일    | 지붕        | 0.927%          | 26          | 8           |
| 제19회      | 2월 2일     | 희수        | 0.745%          | 47          | 13          |
| 제20회      | 2월 3일     | 된장찌개    | 1.202%          | 10          | 5           |
| 평균 시청률 | 평균 시청률 | 평균 시청률 | 0.925%          | -           | -           |